# Sphaerolaimus dispar
Sphaerolaimus dispar är en rundmaskart som beskrevs av Nikolai Nikolaievich Filipjev 1918. Sphaerolaimus dispar ingår i släktet Sphaerolaimus och familjen Sphaerolaimidae. Inga underarter finns listade i Catalogue of Life.